# Driffield
Driffield è un paese di 11.477 abitanti dell'East Riding of Yorkshire, in Inghilterra.

## Amministrazione

### Gemellaggi
- Saint-Affrique, dal 1995